# Коллекция Фрика
Коллекция Фрика (англ. Frick Collection) — частная коллекция старой западноевропейской живописи, расположенная на Пятой авеню в Нью-Йорке. Собрана американским промышленником Генри Клэем Фриком (1849—1919) при консультационном содействии ведущих искусствоведов и выставлена на всеобщее обозрение в его особняке на 5-й авеню в Манхэттене (Нью-Йорк, США). В ней представлены почти все «старые мастера» — от Чимабуэ и Пьеро делла Франчески до Шардена и Давида.

## История
Генри Фрик собирал коллекцию по мере накопления своего состояния. В 1905 году он с семьёй переехал из Питтсбурга в Нью-Йорк. Фрики поселились в особняке Вандербильтов по адресу Пятая авеню, 640. Сюда же переехала значительная часть собранной им коллекции. В 1914 году на пересечении 70-й улицы и Пятой авеню по заказу Фрика была возведена новая резиденция, в которой он прожил вплоть до своей смерти в 1919 году. Дом и всё его внутреннее убранство он завещал передать общественному музею. Однако его вдова продолжала жить в особняке вплоть до 1931 года. Под руководством архитектора Джона Поупа в начале 1930-х годов дом был перепланирован. Наконец, 16 декабря 1935 года в его стенах открылся музей. Впоследствии он расширялся ещё дважды: в 1977 и 2011 годах.
Остальная часть коллекции Фрика по-прежнему хранится в его бывшей резиденции «Клейтон» в Питтсбурге и является частью Исторического центра искусств имени Фрика. Другая часть коллекции находится в кампусе Питтсбургского университета.

## Коллекция
Среди экспонатов представлены полотна крупных европейских мастеров. Многие полотна расположены таким образом, как завещал Генри Фрик. Также в музее представлено несколько скульптур, лиможский фарфор, французская мебель XVIII века и восточные ковры. Дочь Фрика, Хелен, после его смерти расширила коллекцию полотен на треть. Помимо постоянных экспонатов в музее периодически организуются небольшие тематические выставки. Согласно завещанию Фрика, музей не практикует аренду предметов своей коллекции.

## Отзывы
Директор ГМИИ им. Пушкина Ирина Антонова считала, что этот небольшой частный музей «хорош не только великими картинами, которые в нём есть, но атмосферой <…> вы там в очень близком приближении к очень великим художникам».

## Некоторые шедевры коллекции
- Джованни Беллини, Отшельничество Святого Франциска[англ.], 1478
- Тициан, Портрет мужчины в красном берете, ок. 1516
- Ганс Гольбейн, Портрет сэра Томаса Мора[англ.], 1527
- Ганс Гольбейн, Портрет Томаса Кромвеля[англ.], 1532 или 1533
- Аньоло Бронзино, Портрет Людовико Каппони, 1551
- Питер Брейгель, Три солдата, 1568
- Эль Греко, Святой Иероним, ок. 1590–1600
- Диего Веласкес, Портрет короля Филиппа IV[исп.], 1644
- Рембрандт, Польский всадник, 1655
- Рембрандт, Автопортрет[англ.], 1658
- Ян Вермеер, Офицер и смеющаяся девушка, 1657
- Ян Вермеер, Прерванный урок музыки, 1660–1661
- Ян Вермеер, Хозяйка и служанка, 1666–1667
- Франсуа Буше, Четыре сезона (Весна), 1755
- Франсуа Буше, Четыре сезона (Лето), 1755
- Франсуа Буше, Четыре сезона (Осень), 1755
- Франсуа Буше, Четыре сезона (Зима), 1755
- Жан Оноре Фрагонар, Тайная встреча, 1771
- Франсиско Гойя, Кузница, 1817
- Уильям Тёрнер, Гавань Дьепа, 1826
- Жан Огюст Доминик Энгр, Портрет Луизы де Брольи Оссонвиль, 1845
- Пьер Огюст Ренуар, Мать вместе с детьми, 1875–76
- Джеймс Уистлер, Портрет леди Мье, 1881